# Heterosmilax seisuiensis
Heterosmilax seisuiensis là một loài thực vật có hoa trong họ Smilacaceae. Loài này được (Hayata) F.T.Wang & Tang miêu tả khoa học đầu tiên năm 1934.